# رخ (طائر أسطوري)
الرُخّ  طائر أسطوري هائل الحجم، تذكر بعض الروايات أنه قادر على حمل وحيد القرن، وقد ورد ذكره في رحلات السندباد البحري في كتاب ألف ليلة وليلة.
وقد ورد ذكره في رحلة ابن بطوطة عند حديثه في رحلة خروجه من الصين إلى الهند
كما يعرف هذا الطير باسم روخ (بالإنجليزية: Rukhkh)، ويرجع أصل ذكره للرحالة ماركو بولو، الذي أشار إليه في وصفه لمدغشقر والجزر الأخرى قبالة ساحل أفريقيا الشرقية، كما تمّ ذكره في الحكايات العربية، حيث تمّ وصفه بكونه طائر كبير استطاع حمل الفيلة والحيوانات الأخرى الكبيرة ليتغذى عليها.